# Черношейный журавль
Черношейный журавль (лат. Grus nigricollis) — крупная птица, обитающая в Тибетском нагорье в Китае и Индии; единственный вид журавлей, встречающийся в горном альпийском поясе. Имеет статус близкого к уязвимому положению в Красной книге МСОП, занесён в Приложение I СИТЕС — численность взрослых черношейных журавлей оценивается в 6 600—6 800 особей. Впервые эта птица описана в 1872 году русским путешественником Н. М. Пржевальским во время его экспедиции по Тибету, где он наблюдал её в районе озера Кукунор. Живут журавли в дикой природе 20—30 лет.

## Описание
Крупная птица ростом около 115 см и массой в среднем 5,35 кг. Внешне напоминает японского журавля, но, в отличие от него, несколько меньше. Оперение верхней части тела пепельно-серое, нижней грязно-белое. Голова и верхняя часть шеи чёрные, ниже глаз имеется небольшое белое либо светло-серое пятнышко. На макушке и уздечке перья почти отсутствуют, кожа в этом месте выглядит тёмно-красной небольшой шапочкой. Роговица глаз жёлтая. Хвост почти весь чёрный, за исключением сероватых кроющих перьев. Ноги чёрные. Половой диморфизм (видимые различия между самцом и самкой) не выражен, хотя самцы выглядят несколько крупнее. У молодых птиц голова полностью покрыта перьями, причём на макушке они имеют жёлто-коричневый оттенок. Брюхо у них серое, верхняя часть туловища серо-жёлтая, а маховые перья первого и второго порядка чёрные. Уже через год после рождения молодые птицы внешне не отличаются от взрослых.

## Распространение
Основным районом гнездования черношейного журавля служит западная китайская провинция Цинхай — горные безлесые районы Тибета на высоте 3800—4500 м над уровнем моря. Кроме того, небольшая популяция этих птиц наблюдается в прилегающем индийском районе Ладак. Зимой птицы перебираются в долины Тибета и Гуйчжоу в китайских провинциях Цинхай и Юньнань, а также на территорию Бутана и индийского штата Аруначал-Прадеш.
Размножаются журавли на заболоченных территориях высокогорного Тибета, где их можно увидеть на мелководных осоковых болотах, вдоль ручьёв или небольших озёр с илистыми берегами, на альпийских лугах с невысокой угнетённой травой. Зимой встречаются на более низких высотах в долинах, где питаются большей частью зерном на возделываемых полях. Не боятся человека, поскольку местные религиозные обычаи запрещают охоту на этих птиц; и часто кормятся вблизи от человеческого жилья или домашнего скота.

## Размножение
Половая зрелость у молодых журавлей наступает на второй-третий год жизни. В зависимости от района журавли прибывают к месту будущего гнездования в конце марта — середине мая. Плотность гнездовий в центральном Тибете составляет в среднем 2,2 пары на км².
Гнездо строится на небольшом травянистом островке посреди воды или прямо в воде, в качестве материала используется ил, осока, хвостник (Hippuris vulgaris), шелковник (Batrachium bungeii) или другая болотная трава. Яйца откладываются в начале мая — середине июня. Самка обычно откладывает два яйца с интервалом в один-три дня, реже одно яйцо. Если кладка по какой-либо причине не состоялась, самка способна отложить ещё раз во вновь построенном гнезде. Инкубационный период длится 30—33 дня, оба родителя участвуют в насиживании. Во время насиживания один из родителей обязательно находится в гнезде и может покинуть его только в случае прямой угрозы.
Появившиеся птенцы голые и беспомощные и способны встать на ноги через сутки после вылупления. Оставшуюся после вылупления яичную скорлупу родители размалывают и прячут, вероятно для того чтобы не привлекать к себе хищников. На крыло птицы поднимаются через примерно 90 дней. Первую зиму молодые птицы проводят вместе с родителями, и только на следующую весну рассеиваются. Зимняя миграция происходит в середине октября-ноябре, расстояние между зимней стоянкой и местами гнездовий составляет менее 1000 км.

## Питание
Черношейные журавли всеядны — питаются как растительной, так и животной пищей. Рацион включает в себя корневища растений, клубнеплоды, земляные черви, кузнечики, небольшие змеи, креветки, мелкую рыбу, лягушки, ящерицы, мелкие грызуны и насекомые. В зимнее время птицы часто кормятся зерном на пашнях.

## Охрана черношейного журавля
Красная книга МСОП относит черношейного журавля к видам, близким к уязвимому положению. Полагают, что в природе существует от 10 000—10 200 этих птиц (примерно 6 600—6 800 взрослых особей).